# Гибель «Лузитании»
«Гибель „Лузитании“» (англ. The Sinking of the Lusitania) — немой анимационный 12-минутный фильм с документальным предисловием, созданный американским мультипликатором и карикатуристом Уинзором Маккеем в 1918 году.  Пропагандистский по сути, фильм восстанавливает хронологию потопления британского океанского лайнера «Лузитания». На момент выхода анимационная часть являлась самой длительной в истории, а сам фильм стал первым сохранившимся примером документальной анимации.
Лайнер «Лузитания» затонул в 1915 году после торпедной атаки немецкой подводной лодки, в результате погибли 1197 человек. Это событие разозлило Маккея, но его работодатель, Уильям Рэндольф Хёрст, выступавший против вступления Соединённых Штатов в войну, не позволил карикатуристу выразить своё отношение на бумаге. Маккей был вынужден выпускать антивоенные и антибританские комиксы, публиковавшиеся в газетах Хёрста. Но в 1916 году Маккей восстал против позиции работодателя и начал работу над фильмом о гибели «Лузитании» в свободное время.
До этого фильма Маккей выпустил три успешные работы в жанре мультипликации: «Маленький Нимо» (1911), «Как действует комар» (1912) и «Динозавр Герти» (1914). Кадры предыдущих фильмов были нарисованы на рисовой бумаге, при этом фон многократно перерисовывался на каждом листе.В «Гибели „Лузитании“» Маккей впервые применил новую технологию с использованием целлулоидных плёнок. На создание фильма ушло 22 месяца. Фильм не имел коммерческого успеха, и Маккей, под увеличившимся давлением со стороны Хёрста, на время отложил занятия мультипликацией.

## Сюжет
Фильм начинается с пролога, снятого традиционным способом. На экране показаны эпизоды, посвящённые процессу создания анимации, с участием Маккея.
Мультипликационная часть начинается с демонстрации анимации морских волн. Затем показан лайнер, проходящий мимо Статуи Свободы. Эпизод сменяется демонстрацией немецкой подводной лодки. Лодка выпускает торпеду по «Лузитании», лайнер взрывается, выбрасывая в небо тучи пара и дыма. Пассажиры спускают спасательные шлюпки, часть которых переворачивается. Лайнер кренится из стороны в сторону, сбрасывая пассажиров в океан.
«Лузитанию» потрясает второй взрыв, лайнер медленно погружается в воду, с его борта в океан падают пассажиры. Волны полностью скрывают судно, фильм заканчивается сценой с матерью, пытающейся удержать своего ребёнка над поверхностью.
Последний титр:

Человек, сделавший выстрел, был за это награждён кайзером! А они по-прежнему запрещают нам ненавидеть немцев.
Оригинальный текст (англ.)The man who fired the shot was decorated for it by the Kaiser! And yet they tell us not to hate the Hun

## Комментарии
1. ↑  В оригинале использовано слово Hun — «гунны», уничижительное название немцев (ср. фрицы).